# Ngrejo (Bakung)
Ngrejo is een bestuurslaag in het regentschap Blitar van de provincie Oost-Java, Indonesië. Ngrejo telt 1771 inwoners (volkstelling 2010).